# 東員町
東員町（日语：／ Tōin chō */?）為位於日本三重縣北部的行政區劃。
在轄區中間有員弁川自西往東通過，北部區域為丘陵地；由於經由三岐鐵道北勢線轉近畿日本鐵道名古屋線或東海旅客鐵道關西本線至名古屋市僅需約一個小時，因而成為名古屋市的通勤圈。

## 人口
| 東員町人口分布圖 |                                               |  |
| 東員町與日本全國年齡別人口分布比較圖 （2005年資料） | 東員町的年齡、男女別人口分布圖 （2005年資料） |  |
| ■紫色是東員町 ■綠色是全国 | ■藍色是男性 ■紅色是女性                       |  |
| 東員町人口變化 \| 1970年 \| 9,562人 \| \| \| 1975年 \| 10,770人 \| \| \| 1980年 \| 15,538人 \| \| \| 1985年 \| 18,949人 \| \| \| 1990年 \| 25,447人 \| \| \| 1995年 \| 26,235人 \| \| \| 2000年 \| 26,305人 \| \| \| 2005年 \| 25,897人 \| \| \| 2010年 \| 25,661人 \| \| \| 2015年 \| 25,344人 \| \| \| 2020年 \| 25,784人 \| \| |                                               |  |
| 資料來源：日本總務省統計中心提供之人口普查數據 |                                               |  |
| 1970年 | 9,562人                                       |  |
| 1975年 | 10,770人                                      |  |
| 1980年 | 15,538人                                      |  |
| 1985年 | 18,949人                                      |  |
| 1990年 | 25,447人                                      |  |
| 1995年 | 26,235人                                      |  |
| 2000年 | 26,305人                                      |  |
| 2005年 | 25,897人                                      |  |
| 2010年 | 25,661人                                      |  |
| 2015年 | 25,344人                                      |  |
| 2020年 | 25,784人                                      |  |

## 歷史
過去在令制國時代屬於伊勢國員辨郡，17世紀進入江戶時代後，除東北部以外的大部分區域成為忍藩的領地，而東北部則屬於桑名藩。
19世紀末明治維新實施廢藩置縣後，這些區域後改隸屬桑名縣和忍縣；1872年的第一次府縣整併後，全數區域被整併至安濃津縣，不過僅安濃津縣在三個多月後被更名為三重縣。
1889年日本實施町村制，現在的東員町轄區在當時分屬久米村、大長村、稻部村、神田村共四個行政區劃，其中大長村、稻部村、神田村在1954年合併為東員村，久米村則在1955年廢除，其西部的中上地區被併入東員村；1967年東員村升格改制為為東員町。

### 變遷表
| 1889年4月1日 | 1889年 - 1912年 | 1912年 - 1944年 | 1945年 - 1954年            | 1955年 - 1989年            | 1955年 - 1989年           | 1989年 - 現在              | 現在                       |
| ------------ | --------------- | --------------- | -------------------------- | -------------------------- | ------------------------- | -------------------------- | -------------------------- |
| 大長村       | 大長村          | 大長村          | 1954年11月3日 合併為東員村 | 1954年11月3日 合併為東員村 | 1967年4月1日 改制為東員町 | 1967年4月1日 改制為東員町  | 1967年4月1日 改制為東員町  |
| 稻部村       |                 |                 | 1954年11月3日 合併為東員村 | 1954年11月3日 合併為東員村 | 1967年4月1日 改制為東員町 | 1967年4月1日 改制為東員町  | 1967年4月1日 改制為東員町  |
| 神田村       |                 |                 | 1954年11月3日 合併為東員村 | 1954年11月3日 合併為東員村 | 1967年4月1日 改制為東員町 | 1967年4月1日 改制為東員町  | 1967年4月1日 改制為東員町  |
| 久米村       | 久米村          | 久米村          | 久米村                     | 1955年2月1日 併入東員村    | 1967年4月1日 改制為東員町 | 1967年4月1日 改制為東員町  | 1967年4月1日 改制為東員町  |
| 久米村       | 久米村          | 久米村          | 久米村                     | 1955年2月1日 併入桑名市    | 1955年2月1日 併入桑名市   | 2004年12月6日 合併為桑名市 | 2004年12月6日 合併為桑名市 |

## 交通

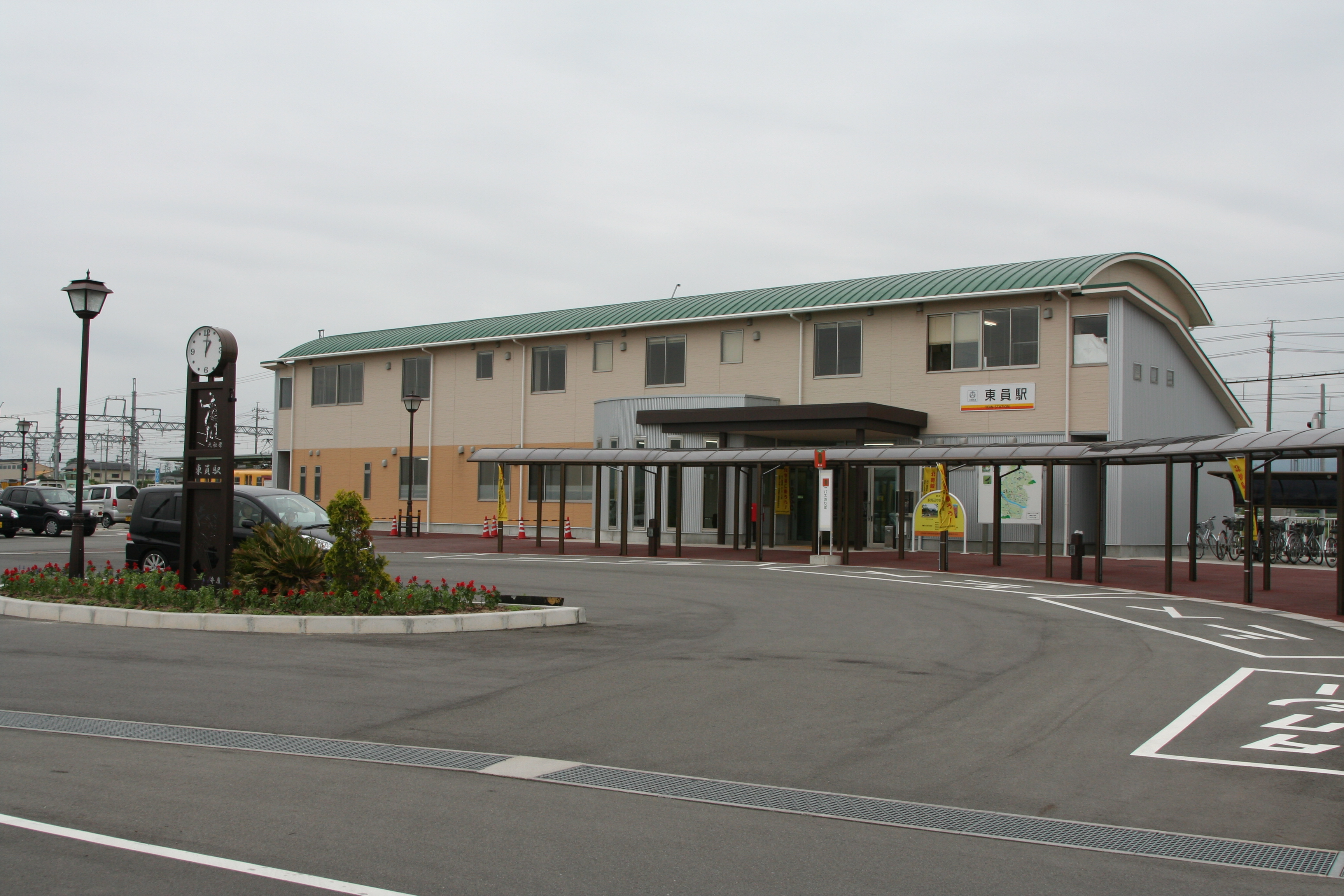
東員車站

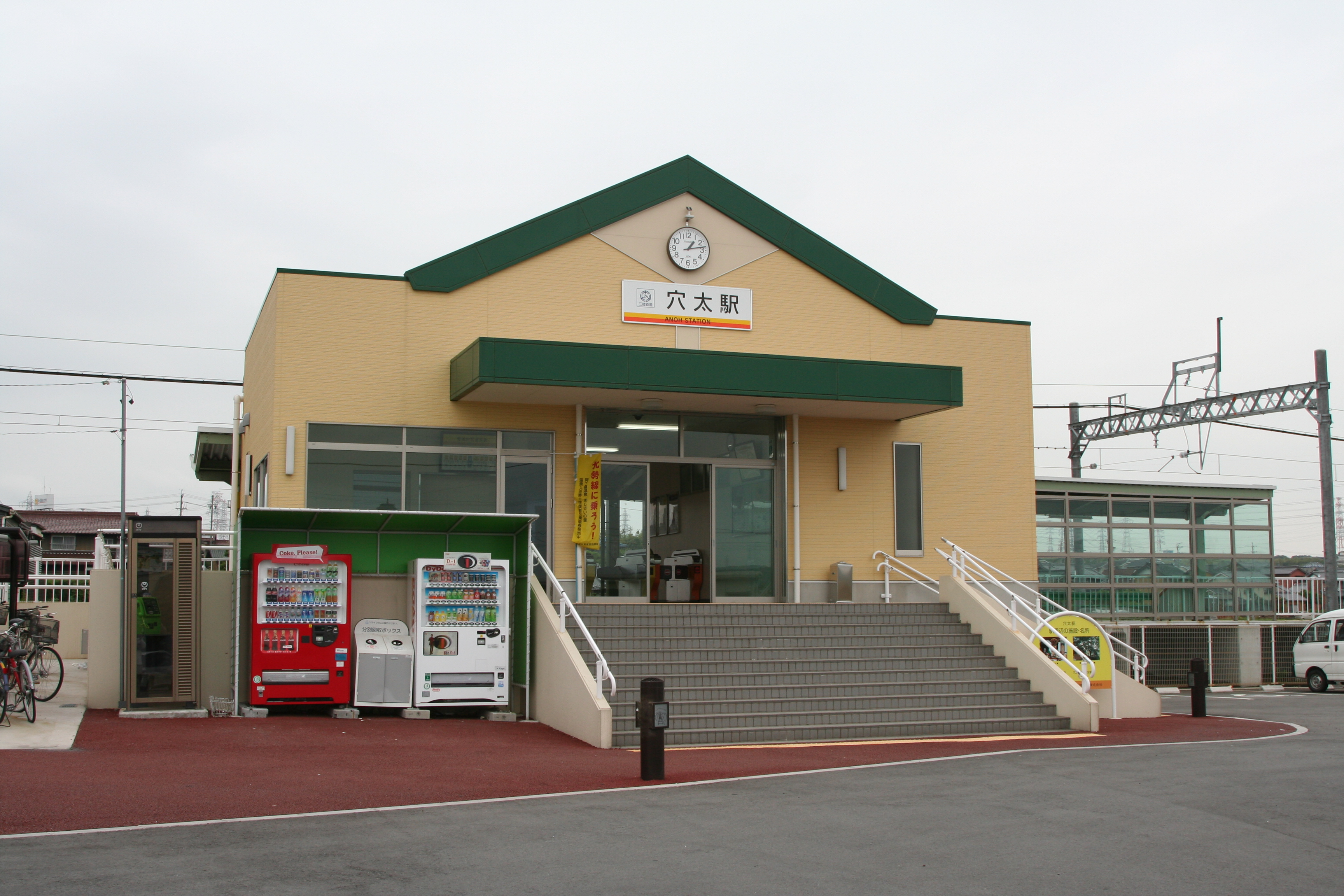
穴太車站

三岐鐵道北勢線以東西向通過轄內，並設有兩個車站，在轄區南側其實也有三岐線從與四日市市及員辨市交界處通過，但實際通過轄內的路段僅400公尺，此路段並未設有車站，最近的車站是位於四日市市交界處的北勢中央公園口車站。
公路方面有新名神高速公路從轄區南側的四日市市交界處通過，並設有新四日市系統交流道，在此有東海環狀自動車道往北進入轄內，並可繼續往北進入員辨市，預定在2027年後將可繼續往北進入岐阜縣。

### 鐵路
- 三岐鐵道
  - 北勢線：（桑名市） - 東員車站 - 穴太車站 - （員辨市）

### 公路
高速公路
- 東海環狀自動車道：（員辨市） - 東員交流道 - （四日市市）

## 外部連結
- （日語） 東員町的X（前Twitter）
- （日語） YouTube上的東員町役場政策課広報秘書係頻道